# Sture Frölén
Nils Sture Vilhelm Frölén, född 13 maj 1907 i Stockholm, död 27 december 1999 i Båstad, var en svensk arkitekt. Frölén blev känd för 1930-talets elegant utformade bostadshus i funktionalistisk stil i Stockholm. I sin omfattande verksamhet ritade han senare byggnader av olika slag såsom idrottsanläggningar, industrier, kommunalhus, skolor och kyrkor.

## Liv och verk
Efter studentexamen i Stockholm 1927 läste Frölén vidare på KTH 1927–1931 med två följande år på Kungliga Konsthögskolan. Från 1934 drev han det egna kontoret Fröléns Arkitektkontor.

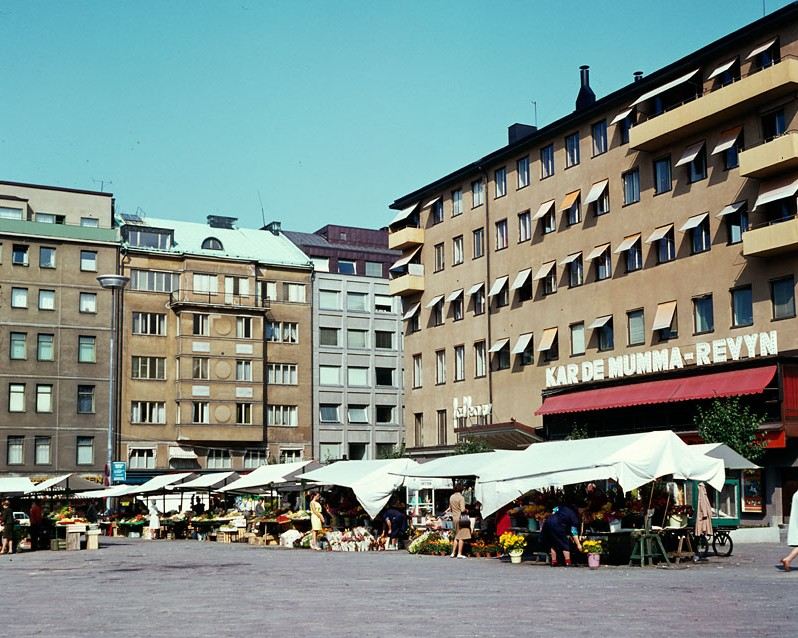
Ombyggnad av Folkan (byggnaden till höger på bilden), en teater i Stockholm, tillsammans med Albin Stark, 1930. Bilden är från 1968 och byggnaden revs 2007-2008.

Under 1930-talet ritade han modernistiska bostadshus, bland annat betydande delar av bebyggelsen på Gärdet i Stockholm. Bland hans övriga verk finns Kungliga tennishallen samt industrier och kyrkor.
Bland husen på Gärdet som ritades av Frölén finns bebyggelsen längs Askrikegatan med små friliggande punkthus som påminner om stora villor. Husen har påtagliga funktionalistiska drag med platta tak, expressivt utformade balkonger och ljusa putsade fasader. Bland hans övriga uppdrag på trettiotalet var Traneberg, och fastigheter i Hammarbyhöjden.
Under efterkrigstiden var Frölén flitigt anlitad som arkitekt i Solna stad och ritade många hus i det framväxande Huvudsta. Marken i Huvudsta, som ägdes av familjen Wibom på Huvudsta gård, såldes 1947 till det Wallenbergkontrollerade fastighetsbolaget Fastighets AB Valvet som tog över ett område som sträckte sig ända fram till Råsunda och Hagalund. Bolaget styckade successivt av tomter och sålde, ofta kvartersvis, till olika byggmästare som i sin tur bebyggda tomterna. Många av uppdragen att rita husen gick till Frölén, sannolikt delvis efter rekommendationer från Harald Frölén som var bror till Sture Frölén och direktör för Fastighets AB Valvet. Sture Frölén fick också uppdraget att rita Solna Centrum, både planeringen och utformningen av byggnaderna. I det uppdraget ingick bland annat Solna stadshus.
Frölén var även verksam i Huddinge kommun. När det nya Huddinge kommunalhuset skulle byggas utlystes en arkitekttävling som resulterade i 43 förslag. Första pris gick till Sture Frölén med sitt förslag ”Perhaps”. Motiveringen var att Frölén hade tagit vara på områdets karaktär och att byggnaden hade "måttfulla fasader". Den första delen av huset stod klart 1948 och en tillbyggnad innehållande kommunens bibliotek invigdes 1966. Frölén var även ansvarig arkitekt för S:t Botvids kapell som invigdes 1961 på S:t Botvids begravningsplats. I samma kommun svarade även Frölén för ritningarna till Sveriges första kärnkraftverk för kommersiellt bruk; Ågestaverket, invigt 1964.
På 1950- och 1960-talen anlitades Sture Frölén som arkitekt för Hässelbyverket vid Hässelby strand.
Sture Frölén har ritat höghusen på Ekuddsvägen 3-23 i Nacka kommun. Han stod även för gestaltningen av Bandhagens skola (1955 och 1965). Skolan består av flera byggnader med olika funktioner. Anläggningen är idag  blåmärkt av Stadsmuseet i Stockholm vilket innebär att den representerar "synnerligen höga kulturhistoriska värden". I Malmö ritade han Sofielundsskolan (1949), Dammfriskolan (1951) och Augustenborgsskolan (1956). Frölén fann sin sista vila på Norra begravningsplatsen där han gravsattes den 6 mars 2000.

### Tävling i arkitektur
Sture Frölén deltog i de Olympiska sommarspelen 1948 i London där han tävlade i konsttävlingen; i klassen Mixed Architecture där han placerade sig på nittonde plats. Det var den sista gången Konsttävlingar fanns med vid de olympiska spelen.

## Bilder, verk i urval

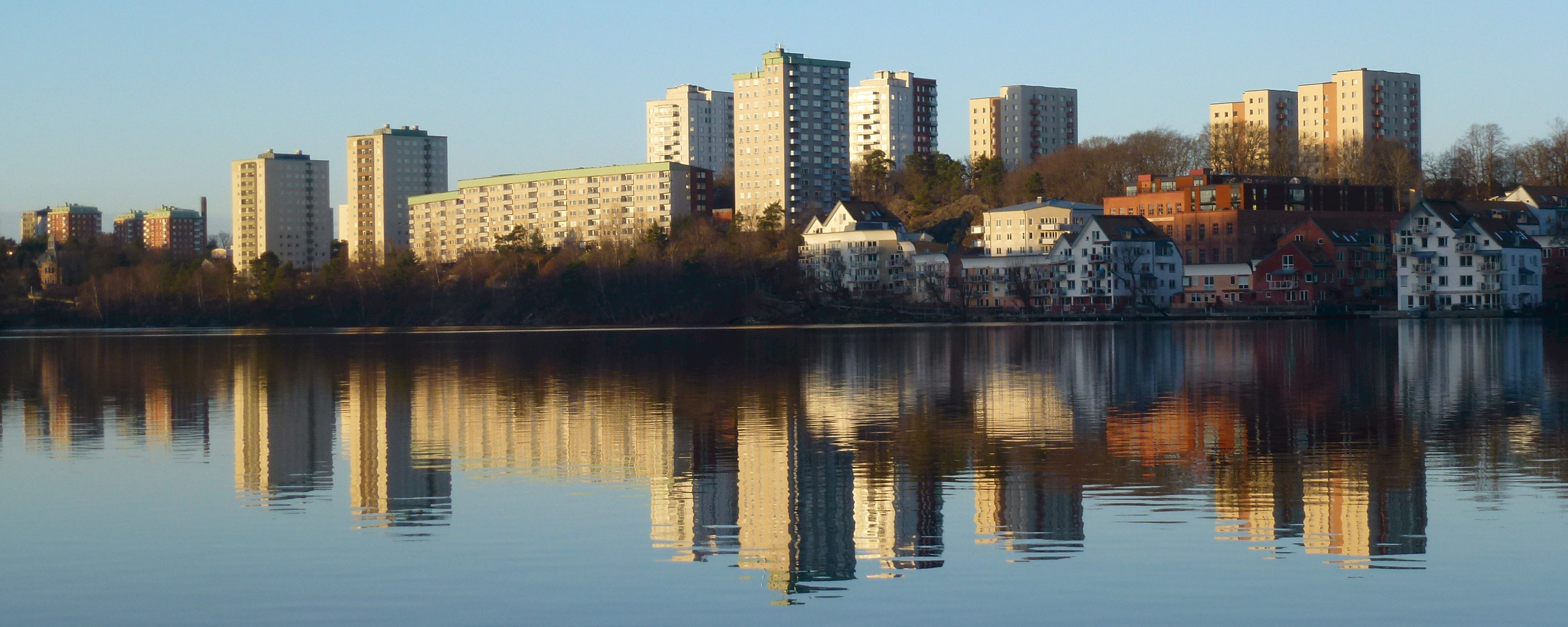
Ekuddsvägen 3-23 i Nacka kommun, uppförda under 1960-talet.

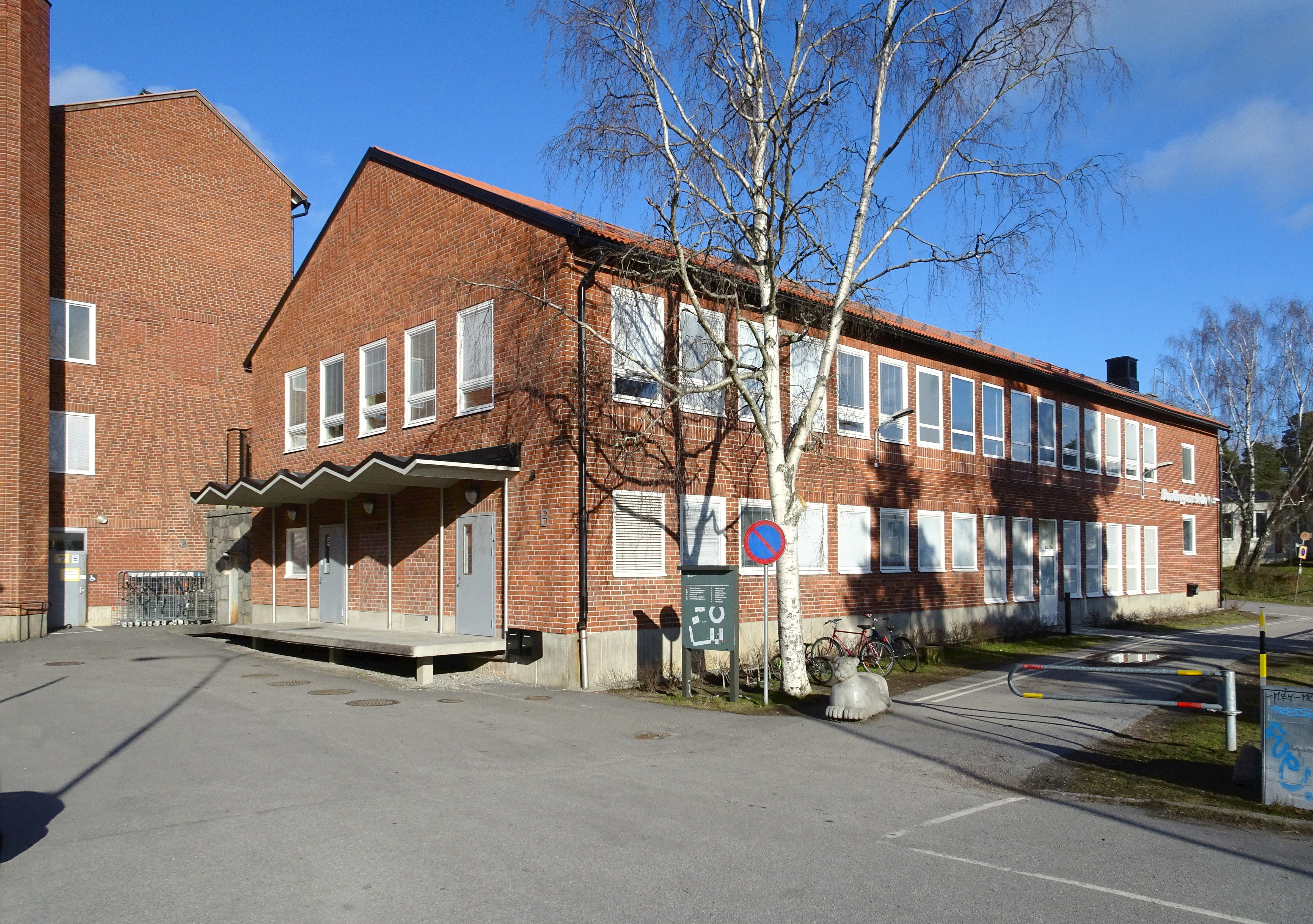
Bandhagens skola, Stockholms kommun
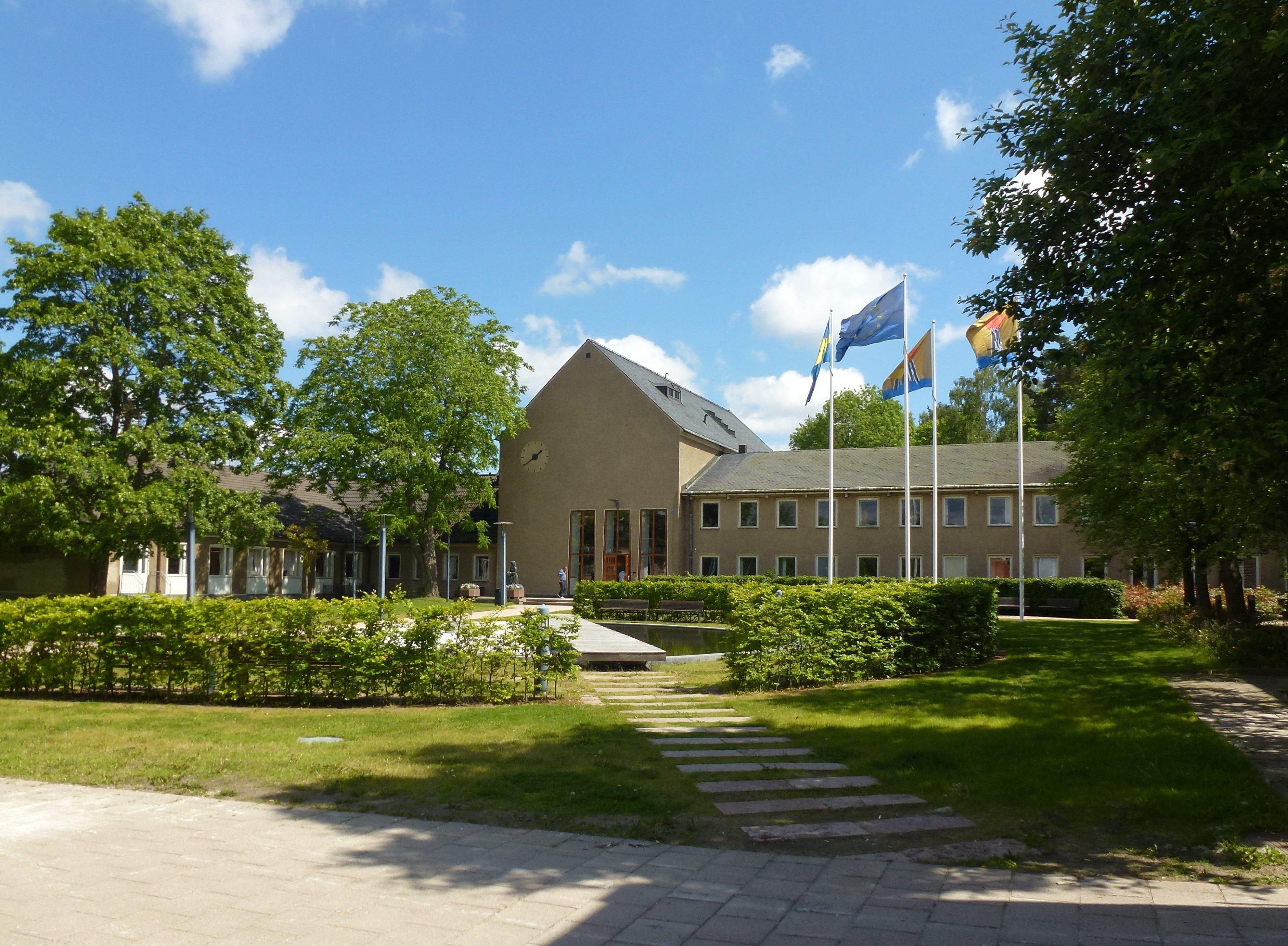
Huddinge kommunalhus
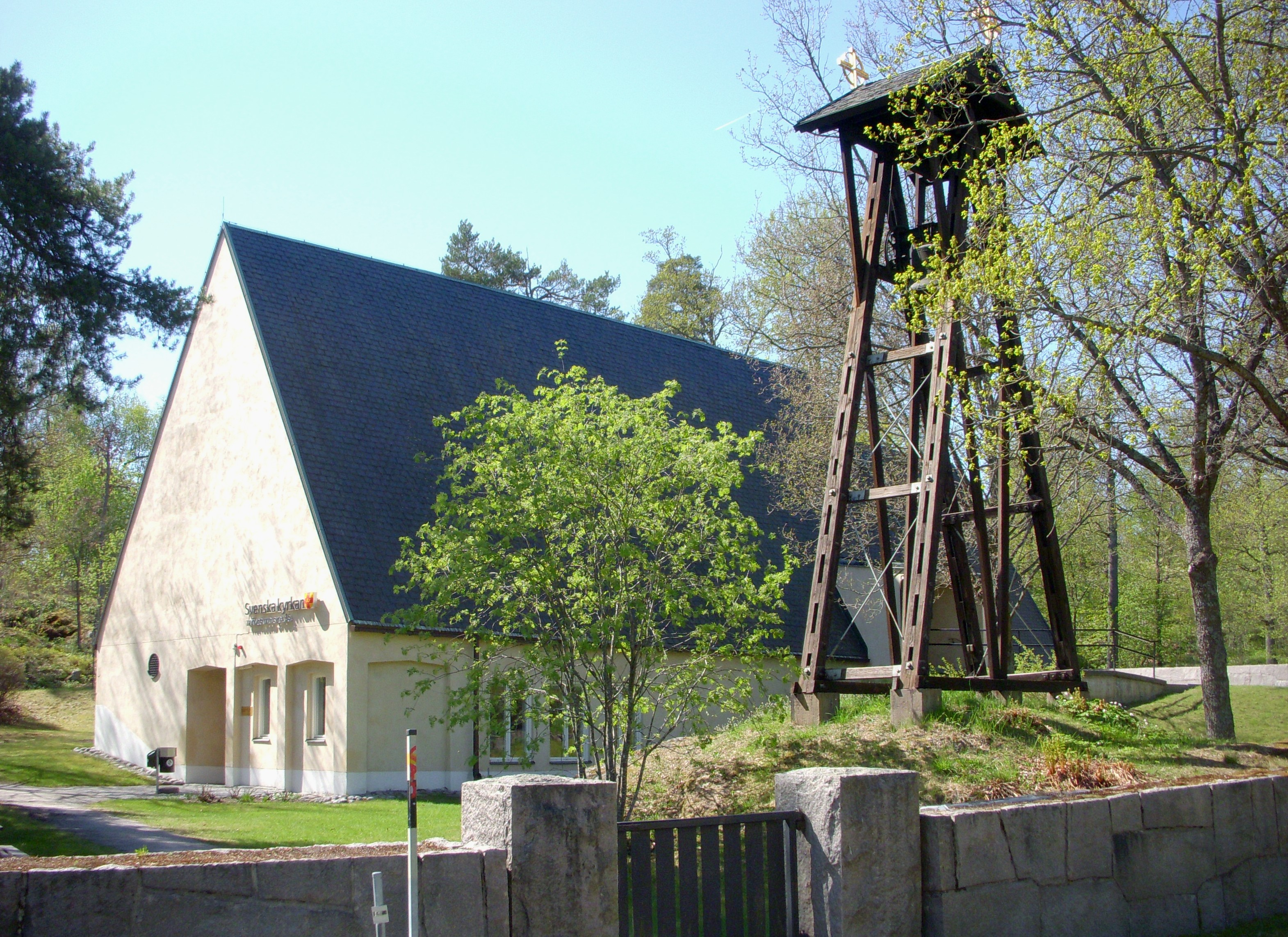
Tacksägelsekyrkan, Trångsund, Huddinge kommun
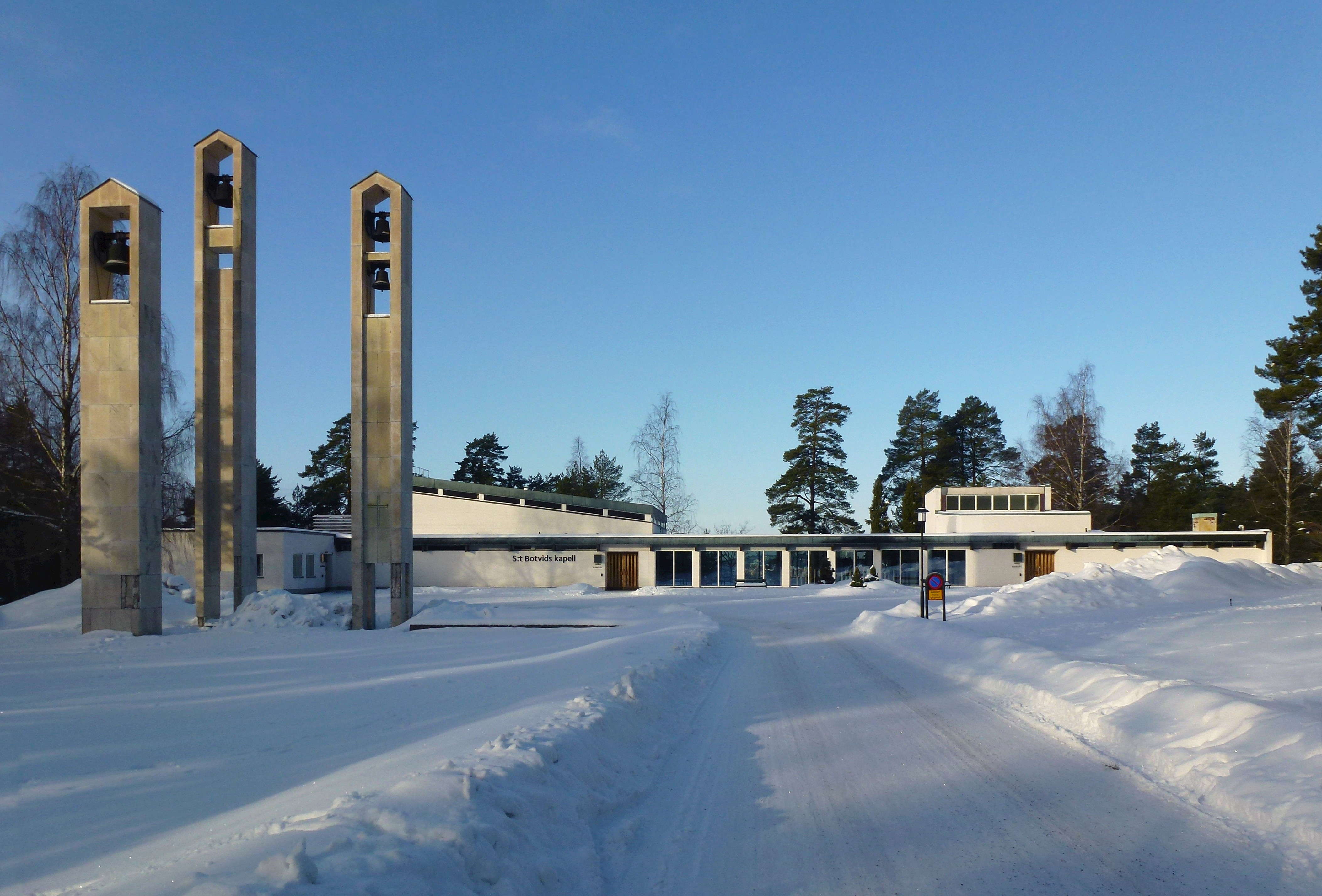
S:t Botvids kapell, Huddinge kommun
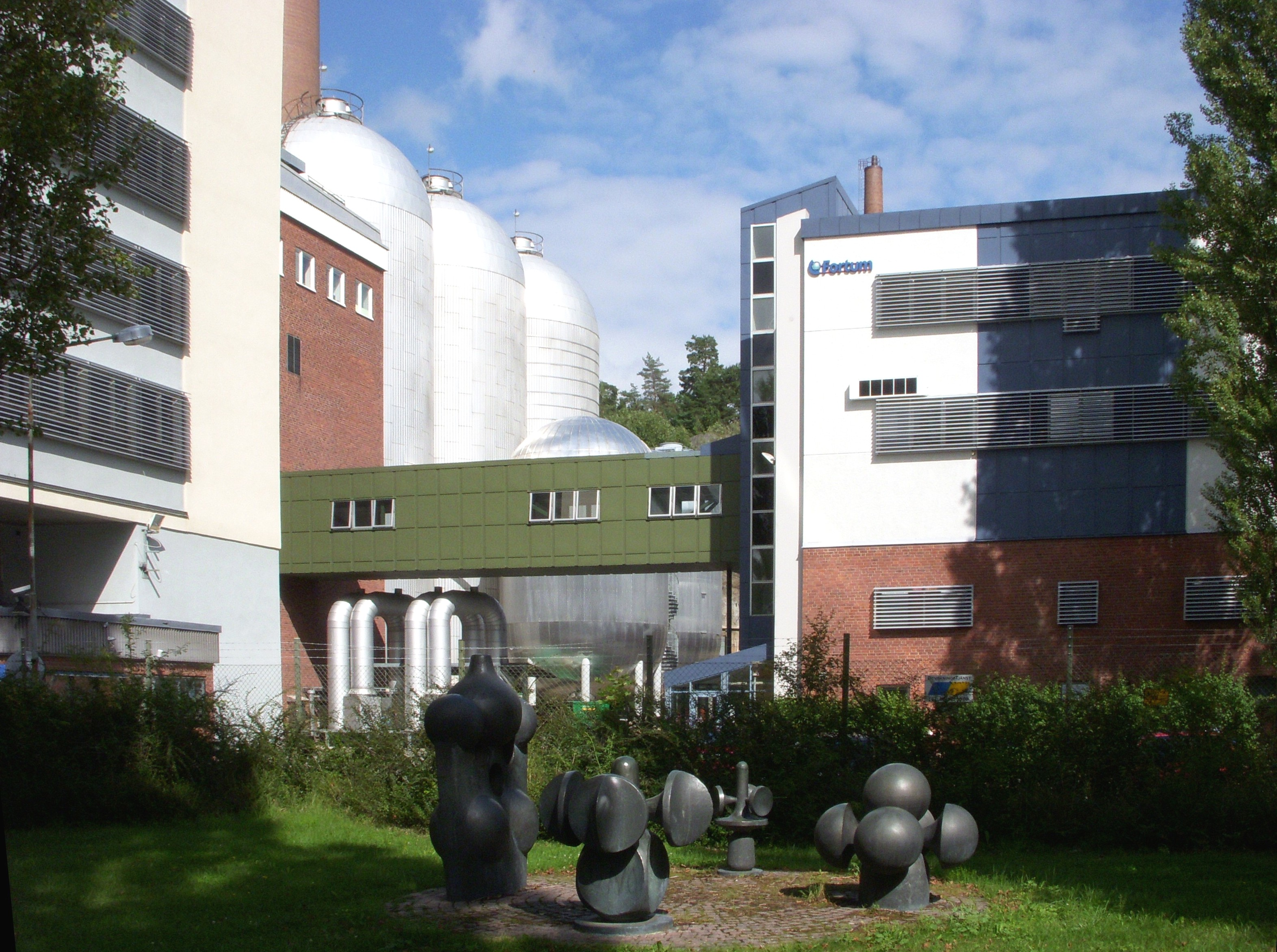
Hässelbyverket
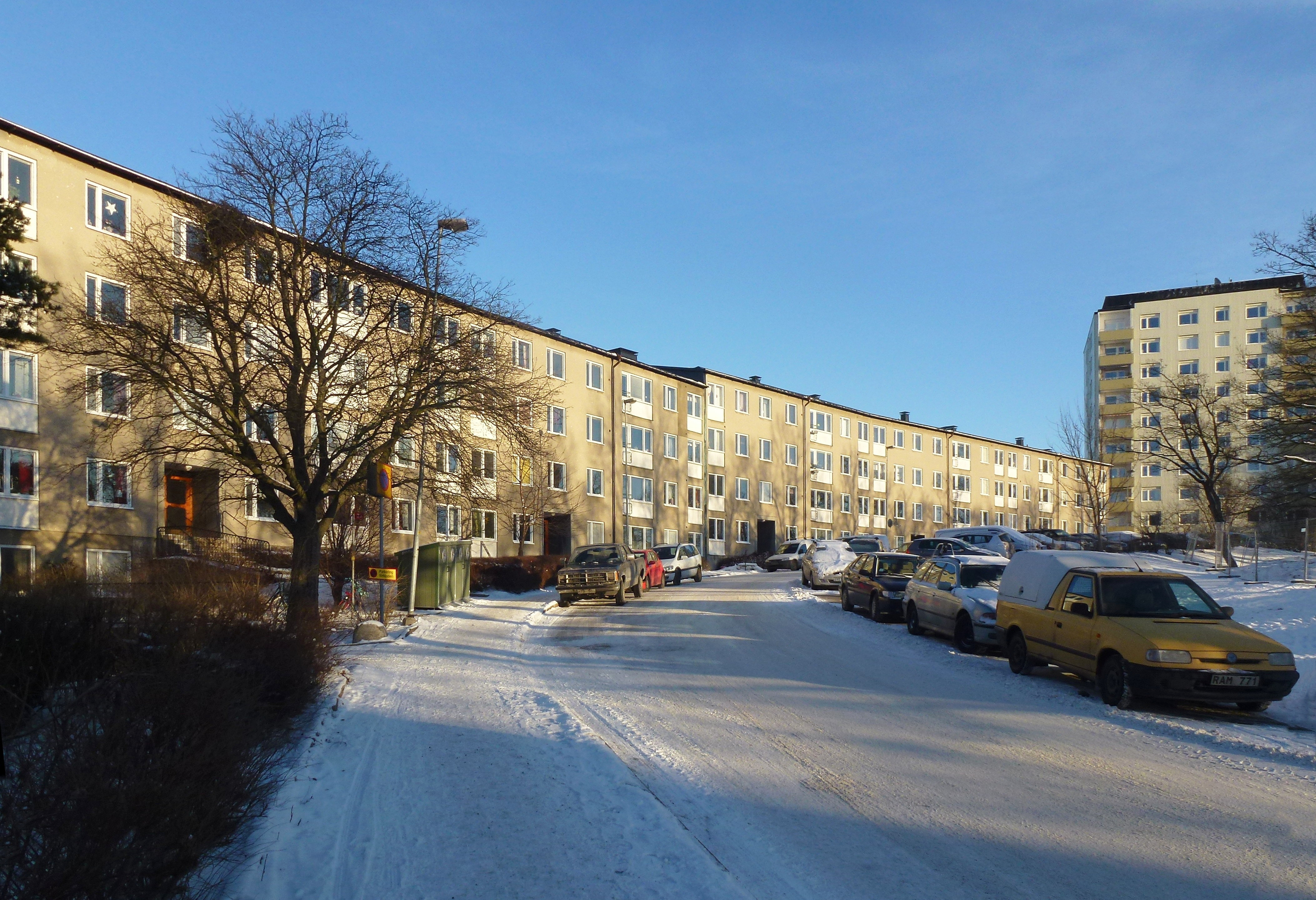
Tallbacken, Nacka kommun
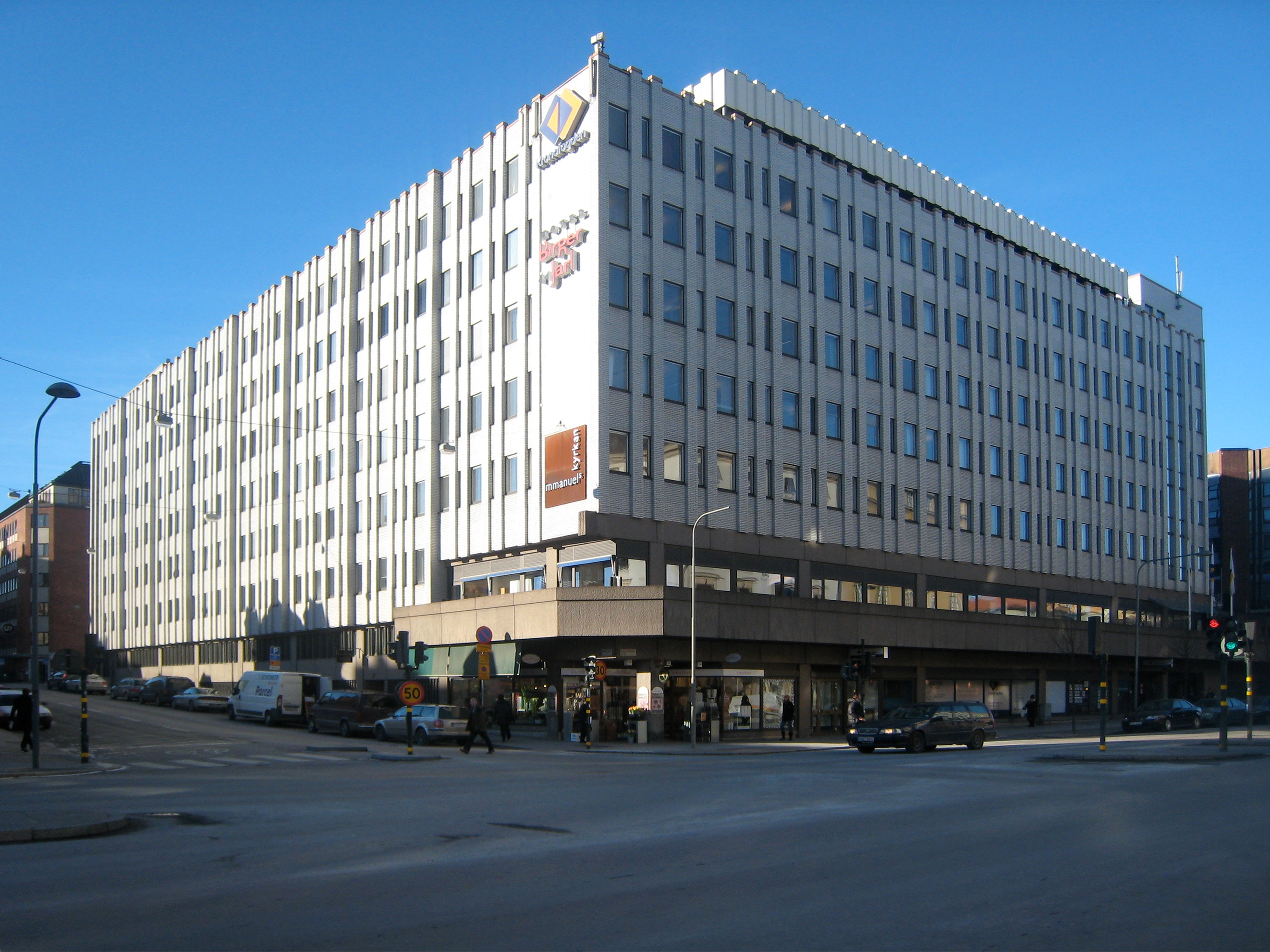
Kvarteret Provisorn
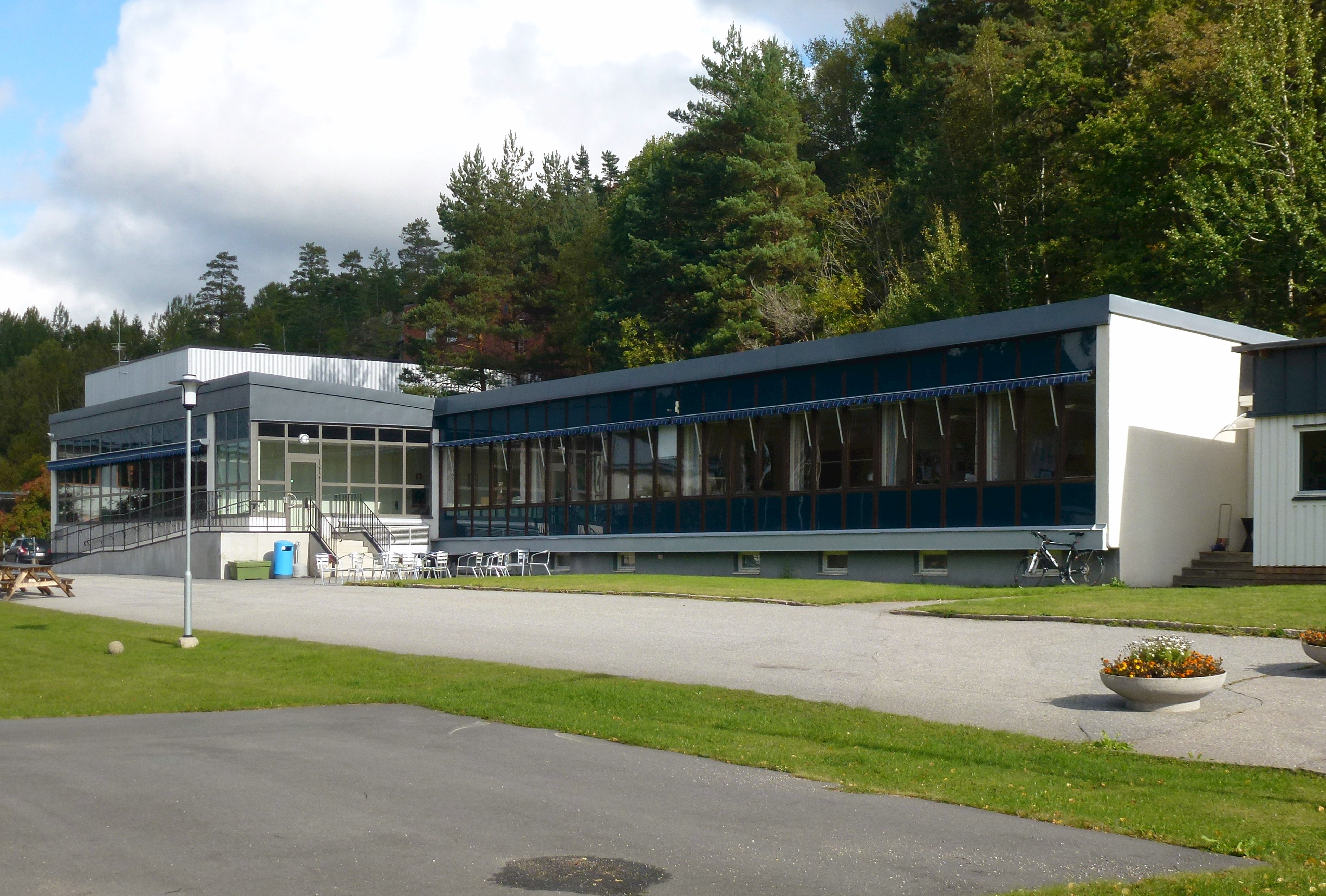
Ågestaverket